# Замок Эпплби
Замок Эпплби (англ. Appleby Castle) — укреплённый историческо-архитектурный комплекс на северо-западе Англии в графстве Камбрия.

## История замка
Основан Ранульфом ле Мешен в начале XII века, на холме в долине реки Эден. В 1121 году замок перешёл в собственность короны. Эпплби защищал английскую границу до 1136 года, пока он и соседний замок Бро не были захвачены шотландцами. В 1157 году англичане отбили замок обратно. Король Генрих II предал в управление замок Хью де Морвиллу, Лорду Вестмоленда. В 1170 году им была построена пятиярусная каменная цитадель, Башня Монарха (Caesar’s Tower), сохранившаяся по настоящее время, и каменная стена, окружавшая замок, ныне утраченная.
Имел за свою историю много владельцев. Замок принадлежал Клиффордам в течение почти четырёх веков.
В 1997 году, замок был приобретён Кристофером Найтингейлом за 1,1 миллиона фунтов. В 2004 доступ в него был закрыт.